# Les Orages d'un été
Les Orages d'un été (Losing Chase) est un téléfilm américain de Kevin Bacon diffusé en 1996.
À la suite de son succès, il est également sorti au cinéma.

## Synopsis
Après une longue absence, Chase (Helen Mirren) va passer l'été avec sa famille sur l'île de Martha's Vineyard.
Mal à l'aise et ne sachant comment faire face au comportement imprévisible de sa femme, Richard (Beau Bridges) embauche Elisabeth (Kyra Sedgwick), une jeune diplômée de l'université, pour l'aider aux diverses tâches de la maison.
Elisabeth, qui a connu plusieurs épreuves dans la vie, se lie d'amitié avec Chase. Toutes deux se rapprochent tandis qu'elles explorent l'île ensemble et qu'elles s'apportent mutuellement espoir et réconfort.
Mais à mesure que l'été avance, leur amitié atteint un niveau qui pourrait changer la vie de tout le monde.

## Fiche technique
- Titre original : Losing Chase
- Réalisation : Kevin Bacon
- Scénario : Anne Meredith
- Durée : 98 minutes
- Date de sortie :
  -  États-Unis : 18 août 1996
  -  France : 1er février 2000 sur M6

## Distribution
- Helen Mirren : Chase Phillips
- Kyra Sedgwick : Elizabeth Cole
- Beau Bridges : Mr. Richard Phillips
- Michael Yarmush : Little Richard Phillips
- Lucas Denton : Jason Phillips
- Elva Mai Hoover : Margaret Thompson
- Nancy Beatty : Cynthia Porter

## Distinctions
- Golden Globe Award 1997 :
  - Golden Globe de la meilleure actrice dans une minisérie ou un téléfilm pour Helen Mirren
  - Nomination au Golden Globe de la meilleure minisérie ou du meilleur téléfilm
  - Nomination au Golden Globe du meilleur acteur dans une minisérie ou un téléfilm pour  Beau Bridges

## Autour du film
C'est la première réalisation de l'acteur Kevin Bacon.